# William Hällqvist
William Hällqvist (2008) è uno sciatore alpino svedese.

## Biografia
William Hällqvist, attivo dal novembre del 2024, non ha esordito in Coppa Europa o in Coppa del Mondo e non ha preso parte a rassegne olimpiche o iridate.

## Palmarès

### Campionati svedesi
- 1 medaglia:
  - 1 argento (supergigante nel 2025)